# Saison 5 de Falling Skies
Chronologie
Saison 4
Cet article présente les dix épisodes de la cinquième et dernière saison de la série télévisée américaine Falling Skies, diffusée entre le 28 juin et le 30 août 2015. Elle est, comme les quatre précédentes saisons, produite par Steven Spielberg.

## Synopsis
Tom Mason, sa famille, ainsi que la 2e division du Massachusetts sont prêts à tout pour détruire les envahisseurs dans un combat ultime, qui déterminera le sort des humains sur la Terre.

## Distribution

### Acteurs principaux
- Noah Wyle (VF : Éric Missoffe) : Tom Mason
- Moon Bloodgood (VF : Marie Zidi) : Anne Glass
- Drew Roy (VF : Alexandre Gillet) : Hal Mason
- Connor Jessup (VF : Nathanel Alimi) : Ben Mason
- Maxim Knight (en) (VF : Valentin Cherbuy) : Matt Mason
- Colin Cunningham (VF : Boris Rehlinger) : John Pope
- Sarah Carter (VF : Laura Blanc) : Margaret
- Mpho Koaho (en) (VF : Jean-Baptiste Anoumon) : Anthony
- Doug Jones (VF : Jacques Feyel) : Cochise
- Will Patton (VF : Patrick Bethune) : Weaver

### Acteurs récurrents
- Mira Sorvino (VF : Guylène Ouvrard) : Sara (épisodes 1 à 3)
- Catalina Sandino Moreno : Isabella[3] (épisodes 5 à 10)

## Production

### Développement
Le 18 juillet 2014, la série a été renouvelée pour cette cinquième et dernière saison de dix épisodes.
Elle est produite par Steven Spielberg, elle contient de nombreux effets spéciaux.

## Liste des épisodes

### Épisode 1:Le Réveil du guerrier
- États-Unis : 28 juin 2015 sur TNT[4]
- France : 10 novembre 2015 sur OCS Max[5]

- États-Unis : 2,03 millions de téléspectateurs[6] (première diffusion)

### Épisode 2:La rage au ventre
- États-Unis : 5 juillet 2015 sur TNT
- France : 10 novembre 2015 sur OCS Max
- Québec : sur Ztélé
- Belgique :

- États-Unis : 1,82 million de téléspectateurs[7] (première diffusion)

### Épisode 3:Eclosions
- États-Unis : 12 juillet 2015 sur TNT
- France : 17 novembre 2015 sur OCS Max[8]
- Québec : sur Ztélé
- Belgique :

- États-Unis : 1,88 million de téléspectateurs[9] (première diffusion)

### Épisode 4:Pope dérape
- États-Unis : 19 juillet 2015 sur TNT
- France : 17 novembre 2015 sur OCS Max[8]
- Québec : sur Ztélé
- Belgique :

- États-Unis : 1,96 million de téléspectateurs[10] (première diffusion)

### Épisode 5:Sélection naturelle
- États-Unis : 26 juillet 2015 sur TNT
- France : 24 novembre 2015 sur OCS Max[11]
- Québec : sur Ztélé
- Belgique :

- États-Unis : 2,03 millions de téléspectateurs[12] (première diffusion)

### Épisode 6:La parenthèse
- États-Unis : 2 août 2015 sur TNT
- France : 24 novembre 2015 sur OCS Max[11]
- Québec : sur Ztélé
- Belgique :

- États-Unis : 1,93 million de téléspectateurs[13] (première diffusion)

### Épisode 7:Chacun ses raisons
- États-Unis : 9 août 2015 sur TNT
- France : 1er décembre 2015 sur OCS Max[14]
- Québec : sur Ztélé
- Belgique :

- États-Unis : 1,98 million de téléspectateurs[15] (première diffusion)

### Épisode 8:L'Ennemi interieur
- États-Unis : 16 août 2015 sur TNT
- France : 1er décembre 2015 sur OCS Max[14]
- Québec : sur Ztélé
- Belgique :

- États-Unis : 1,937 million de téléspectateurs[16] (première diffusion)

### Épisode 9:Retrouvailles
- États-Unis : 23 août 2015 sur TNT
- France : 8 décembre 2015 sur OCS Max[17]
- Québec : sur Ztélé
- Belgique :

- États-Unis : 1,76 million de téléspectateurs[18] (première diffusion)

### Épisode 10:Renaissance
- États-Unis : 30 août 2015 sur TNT
- France : 8 décembre 2015 sur OCS Max[17]
- Québec : sur Ztélé
- Belgique :

- États-Unis : 2,39 millions de téléspectateurs[19] (première diffusion)